# ایگور پاتنکو
ایگور پاتنکو (انگلیسی: Igor Patenko؛ زادهٔ ۲۵ مهٔ ۱۹۶۹) دوچرخه‌سوار اهل روسیه است.